# Centro de Memória e Integração Cultural Bertha de Moraes Nérici
O Centro de Memória e Integração Cultural Bertha de Moraes Nérici (CEMIC) funciona como um arquivo histórico e espaço cultural de Santana de Parnaíba.
Localiza-se em imóvel no Largo da Matriz, 49, no Centro Histórico. O imóvel é da segunda metade do século XIX e foi tombado pelo CONDEPHAAT.